# Олігоорганоетоксихлорсилоксани
Олігоорганоетоксихлорсилоксани (Реагенти ТСМ, ТСЕ, ТСФ, ТСК), (рос. олигоорганоэтоксихлорсилоксаны (реагенты ТСМ, ТСЭ, ТСФ, ТСК); англ. oligoorganoethoxychlorsyloxanes; нім. Oligoorganoäthoxychlorsiloxane n pl) — речовини класу гідролізованих поліфункціональних кремнійорганічних сполук, які синтезовані за реакцією заміщення атома хлору і кремнію алкоксигрупами і отримуються на базі дешевої і недефіцитної сировини — кубових залишків виробництва органохлорсиланів.

## Характеристика
Це малов'язкі рідини, розчинні у воді. Корозійна активність незначна, температура охолодження — 50 °C.
При взаємодії з водою будь-якої мінералізації і за температур від 0 до 200 °C олігоорганоетоксихлорсилоксани перетворюються в неплавкі і нерозчинні гідрофобні поліорганосилоксани, які мають високу адгезію до гірської породи.
Реагенти не потребують початкового оброблення (розчинення, змішування з каталізатором і т. д.) перед запомповуванням у свердловину. Застосовуються як водоізоляційні матеріали.